# لای می‌یون
لای می‌یون (انگلیسی: Lai Meiyun؛ زادهٔ ۷ ژوئیهٔ ۱۹۹۸) خواننده، و رقصنده اهل چین است. وی از سال ۲۰۱۴ میلادی تاکنون مشغول فعالیت بوده است.